# Paso Del Solar
Der Paso Del Solar (spanisch, in Argentinien Paso Ocampo) ist eine Meerenge vor der Danco-Küste des Grahamlands auf der Antarktischen Halbinsel. In der Wilhelmina Bay trennt sie die Nansen-Insel von Enterprise Island. Die Mitte dieser Meerenge ist durch Bearing Island besetzt. Sie führt vom Nordwesten der Wilhelmina Bay zum Foyn Harbour.
Chilenische Wissenschaftler benannten sie nach Raúl del Solar Grove, Leiter der chilenischen Marineakademie von 1960 bis 1962 und Teilnehmer an der 17. Chilenischen Antarktisexpedition (1962–1963). Der Namensgeber der argentinischen Benennung ist nicht überliefert.